# Paraboea harroviana
Paraboea harroviana är en tvåhjärtbladig växtart som först beskrevs av William Grant Craib, och fick sitt nu gällande namn av Z.R. Xu. Paraboea harroviana ingår i släktet Paraboea och familjen Gesneriaceae.

## Underarter
Arten delas in i följande underarter:
- P. h. harroviana
- P. h. ovata